# Theotinus virbiusalis
Theotinus virbiusalis là một loài bướm đêm trong họ Noctuidae.